# Munida propinqua
Munida propinqua is een tienpotigensoort uit de familie van de Munididae. De wetenschappelijke naam van de soort is voor het eerst geldig gepubliceerd in 1893 door Faxon.